# Notasulga
 Notasulga, Alabama és una població del Comtat de Macon a l'estat d'Alabama (Estats Units d'Amèrica).

## Demografia
Segons el cens del 2000, Notasulga tenia 916 habitants, 393 habitatges, i 260 famílies. La densitat de població era de 25,4 habitants/km².
Dels 393 habitatges en un 26,2% hi vivien nens de menys de 18 anys, en un 48,6% hi vivien parelles casades, en un 14% dones solteres, i en un 33,6% no eren unitats familiars. En el 29,5% dels habitatges hi vivien persones soles l'11,5% de les quals corresponia a persones de 65 anys o més que vivien soles. El nombre mitjà de persones vivint en cada habitatge era de 2,33 i el nombre mitjà de persones que vivien en cada família era de 2,87.
Per edats la població es repartia de la següent manera: un 23,4% tenia menys de 18 anys, un 7,8% entre 18 i 24, un 24,8% entre 25 i 44, un 28,2% de 45 a 60 i un 15,9% 65 anys o més.
L'edat mediana era de 40 anys. Per cada 100 dones hi havia 86,6 homes. Per cada 100 dones de 18 o més anys hi havia 81,9 homes.
La renda mediana per habitatge era de 31.307 $ i la renda mediana per família de 34.479 $. Els homes tenien una renda mediana de 27.500 $ mentre que les dones 18.684 $. La renda per capita de la població era de 17.115 $. Aproximadament el 10,7% de les famílies i el 17,8% de la població estaven per davall del llindar de pobresa.

## Poblacions properes
El següent diagrama mostra les poblacions més properes.